# Хифенадин
Хифенадин (Quifenadine, Фенкарол) — антигистаминный препарат, по химической структуре близок к Бикарфену. Продается в основном в бывших советских республиках.
Белый кристаллический порошок без запаха, горьковатого вкуса. Малорастворим в воде и спирте.

## Фармакокинетика и фармакодинамика
Фенкарол обладает низкой липофильностью, плохо проникает через гематоэнцефалический барьер и в отличие от димедрола и дипразина не оказывает сколько-нибудь выраженного седативного и снотворного действия. Препарат не обладает адренолитической и холинолитической активностью.
Имеются указания, что фенкарол обладает антиаритмической активностью. Не исключено, что это связано с наличием в его молекуле хинуклидинового ядра, так как антиаритмическое действие свойственно также другим производным хинуклидина (см. Оксилидин).
По механизму действия фенкарол отличается от димедрола и других противогистаминных препаратов: он не только блокирует Н1-рецепторы, но и уменьшает содержание гистамина в тканях, что связано с его способностью активировать диаминоксидазу — фермент, инактивирующий гистамин.

## Показания
Применяют фенкарол при поллинозах, для лечения острой и хронической крапивницы, ангионевротического отёка Квинке, аллергических ринитов, дерматозов (экземы, нейродермитов, кожного зуда и др.), аллергических осложнений, связанных с применением лекарств, приёмом пищевых продуктов (пищевой аллергии) и т. п.
Препарат хорошо переносится. В отдельных случаях возможны сухость во рту и диспепсические явления, проходящие самостоятельно или при уменьшении дозы.
Препараты на основе хифенадина разрешено принимать детям с рождения.

## Применение
Комплексное лечение Фенкаролом и Гистафеном обладает тройным механизмом действия: антигистаминным (блокада Н1-гистаминовых рецепторов); антисеротониновым (блокада Т1-серотониновых рецепторов) и противовоспалительным (снижение уровня среднемолекулярных и низкомолекулярных циркулирующих иммунных комплексов и восстановление фагоцитарной активности).
Совместное применение Фенкарола и Гистафена является основным лечением пациентов с пищевой аллергией, у которых имелись в большом количестве минорные аллергены, и аллергенспецифическая иммунотерапия им противопоказана, так как она может вызвать дополнительную аллергизацию организма.
Также, исследования ("Сравнительная оценка эффективности применения препарата Фенкарол при атопическом дерматите у детей дошкольного возраста" /
С.И. Ильченко, Н.В. Науменко, Н.Л. Пинаева / Городской детский аллергологический центр, ГУ «Днепропетровская медицинская академия МЗ Украины») показали, что включение в режим терапии детей с обострением АД препарата Фенкарол по сравнению с референтными препаратами (лоратадин и цетиризин) позволило в существенно более короткие сроки купировать основные и наиболее мучительные патологические симптомы данного заболевания (интенсивность кожного зуда, распространенность и выраженность кожных высыпаний, нарушение сна). Препарат показал себя безопасным средством для лечения данного заболевания у детей дошкольного возраста.

### Способ применения
Фенкарол принимают внутрь сразу после еды.
Дозировка 10 мг:
Детям в возрасте до 3 лет — 5 мг (половина таблетки) 2-3 раза в день.
Детям в возрасте 3-7 лет — 10 мг 2 раза в день.
Детям в возрасте 8-12 лет — 10-15 мг 2-3 раза в день.
Длительность курса лечения составляет 10-15 дней. При необходимости курс повторяют.
Дозировка 25-50 мг:
Взрослым назначают по 25-50 мг 2-4 раза в день. Максимальная суточная доза —200 мг.
Детям старше 12 лет — 25 мг 2-3 раза в день.
Длительность курса лечения составляет 10-20 дней. При необходимости курс повторяют.

## Предосторожность
Отсутствие выраженного седативного эффекта позволяет пользоваться фенкаролом лицам, работа которых требует быстрой физической или психической реакции (водители транспорта и др.) и которым противопоказано применение во время работы димедрола, дипразина и других противогистаминных препаратов. Учитывая, однако, возможность индивидуально повышенной чувствительности к препарату, следует до начала систематического лечения установить, не наблюдается ли у больного после приёма препарата седативного или снотворного действия.
Осторожность необходима в случае назначения препарата больным с тяжёлыми заболеваниями сердечно-сосудистой системы, желудочно-кишечного тракта (язвенной болезни желудка и двенадцатиперстной кишки в связи с возможным раздражением слизистой оболочки желудка), печени. Не рекомендуется назначать фенкарол женщинам в первые 3 мес беременности.

## Противопоказания
Фенкарол малотоксичен. Отсутствие выраженного холинолитического действия позволяет назначать его больным, которым противопоказаны противогистаминные препараты, обладающие антихолинергической активностью.